# Musikpreis der Landeshauptstadt München
Il Musikpreis der Landeshauptstadt München (in italiano Premio musicale della città di Monaco) è un premio, assegnato dal 1992, inizialmente ogni due anni, ma dal 2000 ogni tre anni, in alternanza con il Theaterpreis e il Tanzpreis.
Il premio musicale premia il lavoro degli artisti che hanno contribuito a migliorare la reputazione musicale di Monaco di Baviera. Il premio ha un valore di 10000 €.

## Vincitori
- 1992: Klaus Doldinger
- 1994: Hans Stadlmair
- 1996: Josef Anton Riedl
- 1998: Manfred Eicher
- 2000: Münchener Kammerorchester
- 2003: Wilhelm Killmayer
- 2006: Brigitte Fassbaender
- 2009: Nikolaus Brass
- 2012: Jazzclub Unterfahrt
- 2015: Duško Gojković
- 2018: Eva Mair-Holmes[2]